# Kazılı
Kazılı ist ein Dorf (Köy) im Landkreis Pertek der türkischen Provinz Tunceli. Im Jahr 2011 lebten in Kazılı 64 Menschen.